# Люблинский медицинский университет

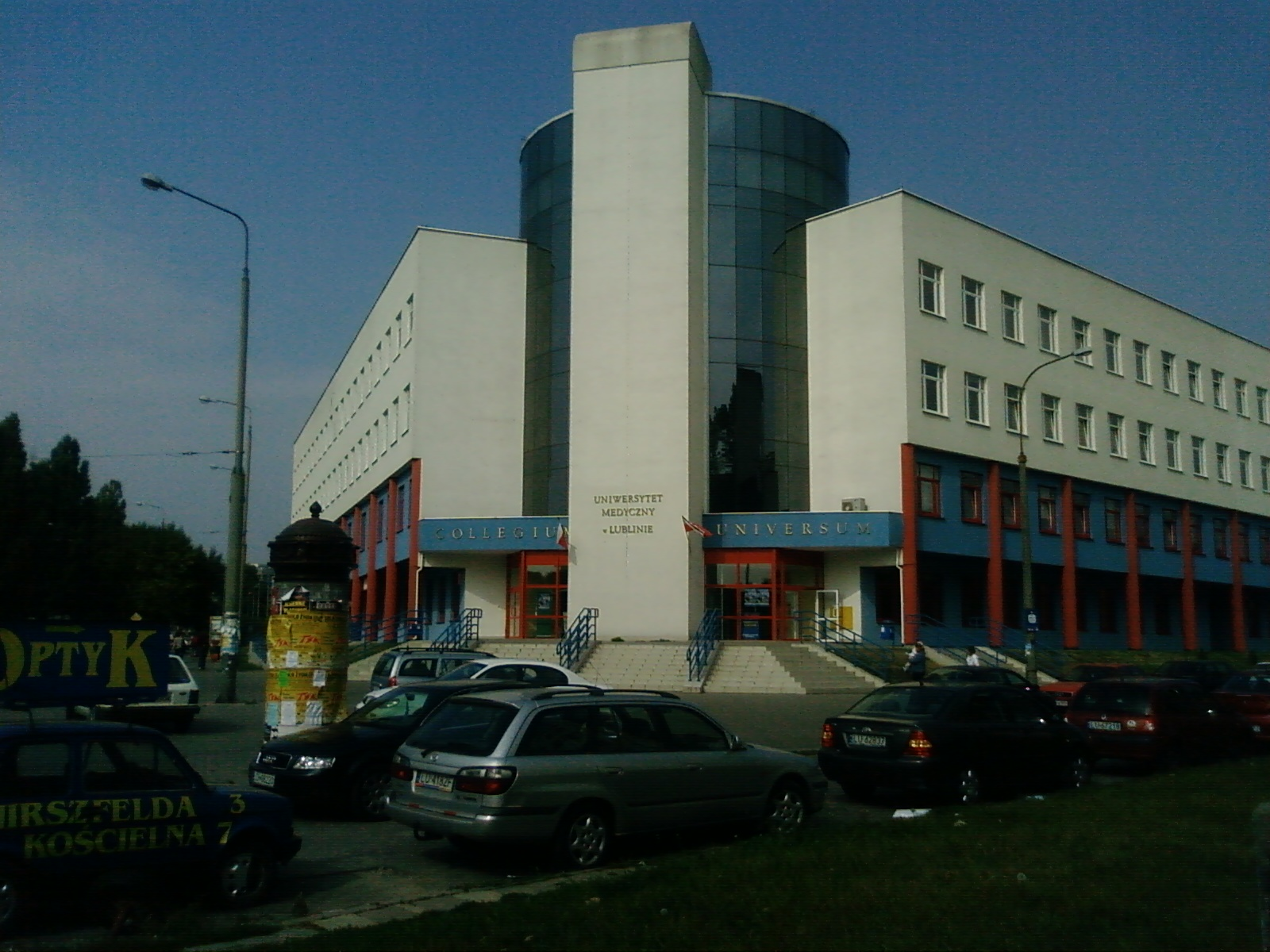
Collegium Universum

Люблинский медицинский университет (пол. Uniwersytet Medyczny w Lublinie) — высшее учебное медицинское учреждение в польском городе Люблин.

## История
История создания медицинского учебного учреждения в Люблине относится к 1944 году, когда был создан Университет Марии Кюри-Склодовской (УМКС). В том же году в УМКС был создан медицинский факультет, а через год и фармацевтический факультет. Основу преподавательского коллектива тогда составили профессора медицинских учебных учреждений Львова и Вильно, вошедших в состав СССР.
В 1950 году была создана Медицинская академия путём отделения от УМКС. В последующие годы медицинская академия динамично развивалась, возникали новые отделения и филиалы: в 1972 году создано отделение сестринского дела (в 1975 году на его базе сформирован факультет), в 1973 году — кафедра стоматологии медицинского факультета, в 1995 году — отделение анализа фармацевтического факультета, в 2004 году — второй факультет медицины. В начале 1990-х годов было подписано соглашение с Hope Medical Institute в Соединенных Штатах, которое инициировало программу медицинского обучения для англоговорящих студентов в Люблинском медицинском университете.
В 2003 году Академии было присвоено имя профессора Феликса Скубишевского. 22 марта 2008 года академия была реорганизована в Люблинский медицинский университет.
На 30 ноября 2017 года в Люблинском медицинском университете насчитывалось 6925 студентов, в том числе 1320 иностранных. В университете было подготовлено более 12 000 врачей, 2000 стоматологов , 5000 фармацевтов и 4000 медсестер.
Университет поддерживает активные международные научные контакты и сотрудничает с Львовским национальным медицинским университетом им. Данила Галицкого (Украина), медицинскими учреждениями в Копенгагене (Дания), Нидерландах и др.

## Структура
В Люблинском медицинском университете функционируют:
- I медицинский факультет со стоматологическим отделением (специальности: электрорадиология, стоматологическая гигиена, врачебное дело, врачебно-стоматологическая, англоязычная врачебно-стоматологическая специальность, стоматологическая техника);
- II медицинский факультет с англоязычной подготовкой (специальности: биомедицина, врачебное дело);
- Фармацевтический факультет при кафедре медицинской аналитики (специальности: медицинская аналитика, фармацевтика, косметология);
- Факультет медицинских наук (специальности: диетология, физиотерапия, медицинский уход, акушерство, медицинское страхование, общественное здравоохранение, неотложная медицинская помощь)